# 石の板

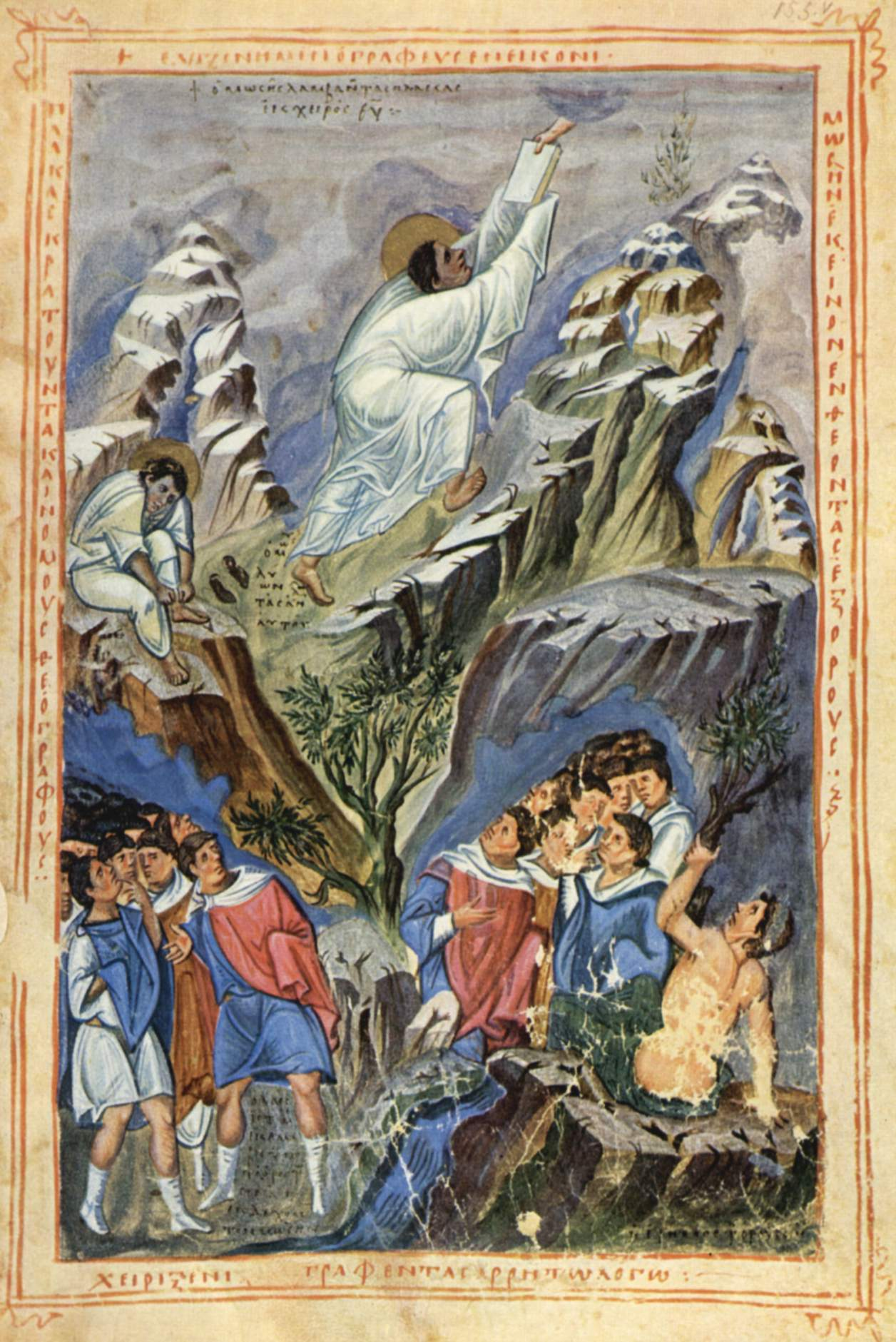
神の手によって渡される長方形の板、10世紀、ビザンティン、『パリ詩篇』。

石の板（いしのいた、ヘブライ語: לוחות הברית‎、Luchot HaBrit、「契約の板」）とは『聖書』（旧約聖書）に登場するモーセの十戒が記された2枚の特殊な石であり、『出エジプト記』において、モーセがシナイ山に登ったときに与えられたと記述される。『出エジプト記 31:18』においては「あかしの板」として言及される。石板（せきばん）、掟の板（おきてのいた）とも言われる。

## 伝承
聖書によると、石の板は二組あり、一組目は神によって記され、金の子牛を崇拝していたイスラエル人を見て怒ったモーセによって砕かれ、二組目はその後モーセによって切り出され、神によって再度記されたという。
タルムードにあるユダヤ教の伝統的な教えによると、石の板は空、天および神の座の究極性を象徴する青いサファイアでできていたという。しかし、複数のトーラー学者は聖書にある「サピア」は実際には神の足元にあったサファイアの敷石のようなもの（出エジプト記 24:10）を表現するためのラピスラズリであると主張する。
作り直された二組目の石の板は契約の箱の中に納められた。

## 形と大きさ

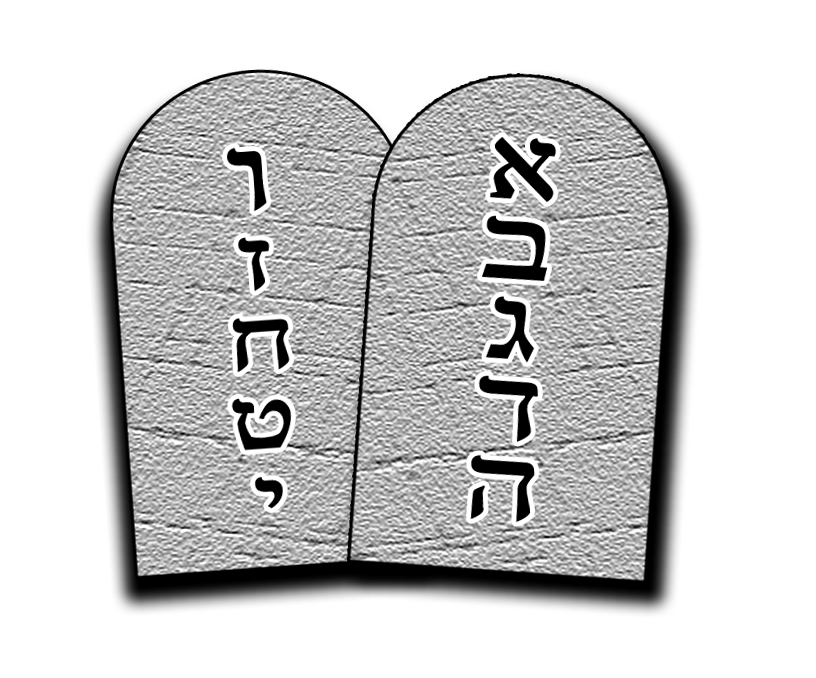
石の板をこの画像のように円みをおびた長方形とするイメージは伝承に基づくものではない。また、この画像において、十戒はヘブライ語のアルファベット（アレフベート）の最初の10字として表現されているが、この10字は1から10の数字に対応している（ゲマトリア）。

現代では石の板は一般に上部が円形の長方形として描かれるが、これはほとんどユダヤ教やキリスト教の伝統に基づいていない。ラビの伝承では、石の板は角の尖った長方形であり、実際に3世紀のドゥラ・エウロポスのシナゴーグの絵画や10世紀までのキリスト教美術、ユダヤ教の伝統的な図像学においてはそのような形で描かれた。
円みをおびた石の板は、メモをとるための粘土板の形や大きさの影響を受けて、中世に現れた。ミケランジェロやアンドレア・マンテーニャの作品においてはまだ尖った長方形であり（ギャラリーを参照）、大きさもおおよそラビの伝承に基づくものである。レンブラントなどのその後の芸術家は円みをおびた形で一回り大きく描写する傾向にある。前述のとおり、ラビの伝承では石の板は四角いとされるが、複数の情報によると、レプリカが本物と完全に一致しないようにラビ自身が円みをおびた形で石の板を描写することを認めたという。石の板の縦と横の長さはそれぞれ6 Tefachim (およそ48センチメートル) で厚みはそれぞれ3 Tefachim (およそ24センチメートル)であるが、芸術においては一回り大きく描写される傾向にある。また、伝承によると、十戒の言葉は表面というよりむしろ石全体に掘られていたという。

## 遺物
聖書のモーセの十戒そのものではないにせよ、これを刻んだ物でほぼ完全な形で発見された最古の遺物は、1913年にパレスチナ南海岸沿いで、鉄道建設に伴う発掘調査中に発見されたものとされる。長方形の大理石に古代ヘブライ文字で戒律が刻まれ、この種のものとしては唯一完全な形で残ったものとされる。ただし、戒律の一部が聖書と異なっており、いわゆるモーセの十戒ではなく別のものではないかとの見方もある。2024年サザビーズのオークションで504万ドルで落札され、落札者は公表されていないがイスラエルの機関に寄贈する意向を示しているという。

## 内容
ユダヤ教では、二組の石の板の十戒の配列は異なった方法で解釈される。ラビのハニナ・ベン・ガマリエルはそれぞれの板に5つずつ戒めがあったと主張するが、複数のセージ (Sage) は、十戒は契約を成立させるものであり、両方の板に記述されるのが適当であるから、一枚に10の戒め、もう一枚にも10の戒めがあったと主張する。このことは、古代エジプトの他国との条約文と比較される。古代エジプトでは他国との条約文は相手国のために複製された。

## エチオピア正教会
タボットとして知られる石の板のレプリカは、エチオピア正教会の慣習の重要な要素である。また、エチオピア正教会は、本物の契約の箱がこの教会に属するシオンの丘聖母マリア教会にあると主張する。

## クルアーン
クルアーンにおいて、旧約聖書の十戒の内容は言及されないが、ムーサー（モーセ）は石の板を与えられたと記述される。
"And We ordained laws for him in the tablets in all matters, both commanding and explaining all things, (and said): 'Take and hold these with firmness, and enjoin thy people to hold fast by the best in the precepts: soon shall I show you the homes of the wicked,- (How they lie desolate).'" (Quran 7:145)
クルアーンにおいて、石の板は砕かれないが、置かれる（「投げられる」とする訳もある）。
"When Moses came back to his people, angry and grieved, he said: 'Evil it is that ye have done in my place in my absence: did ye make haste to bring on the judgment of your Lord?' He put down the tablets, seized his brother by (the hair of) his head, and dragged him to him..." (Quran 7:150). "When the anger of Moses was appeased, he took up the tablets: in the writing thereon was guidance and Mercy for such as fear their Lord." (Quran 7:154).

## ギャラリー

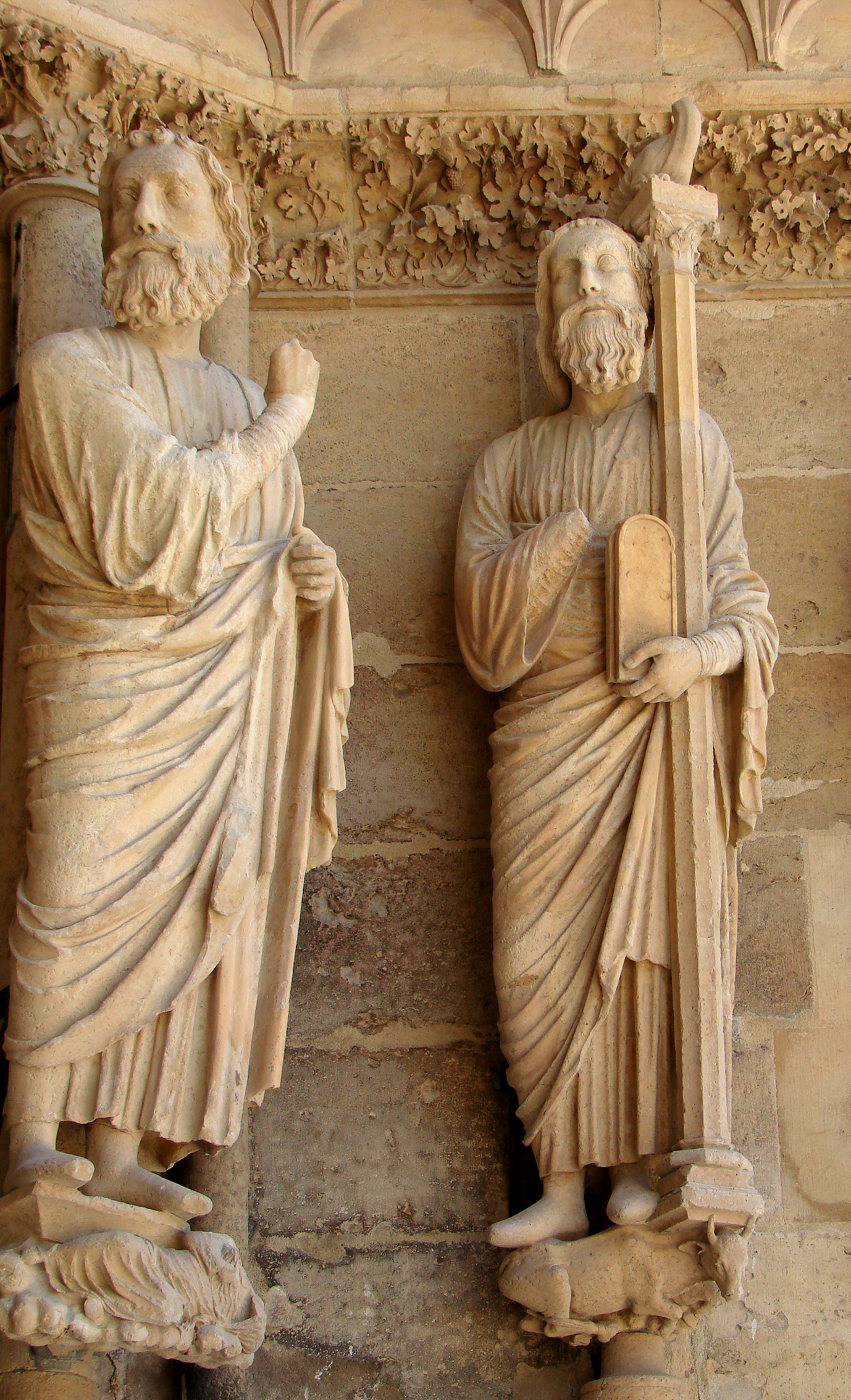
円みをおびた石の板、13世紀、フランス
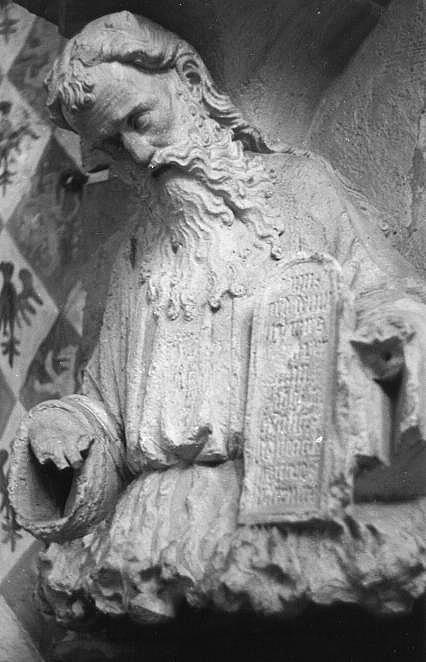
円みをおびた石の板、1390年
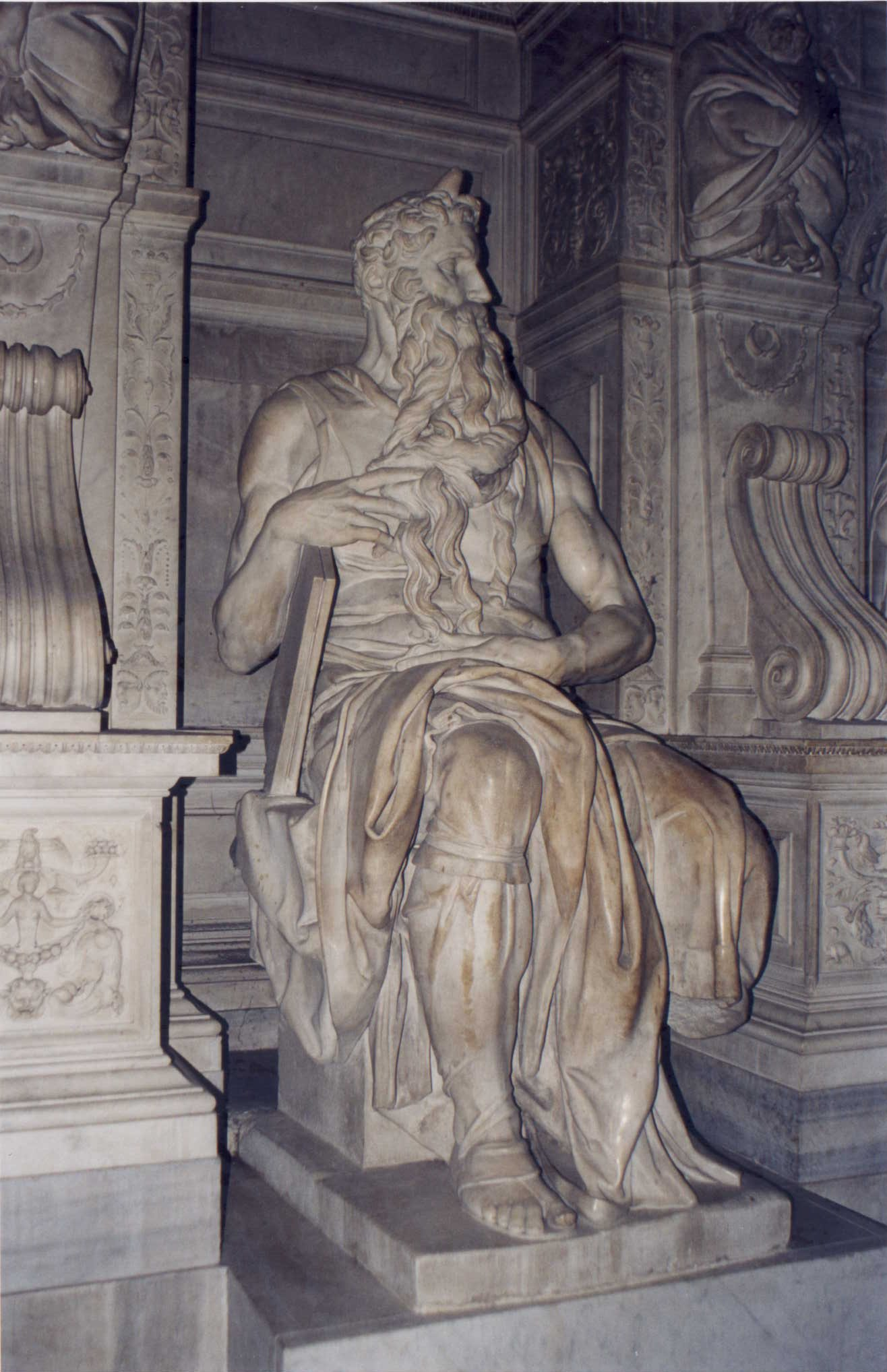
ミケランジェロによる角の尖った石の板
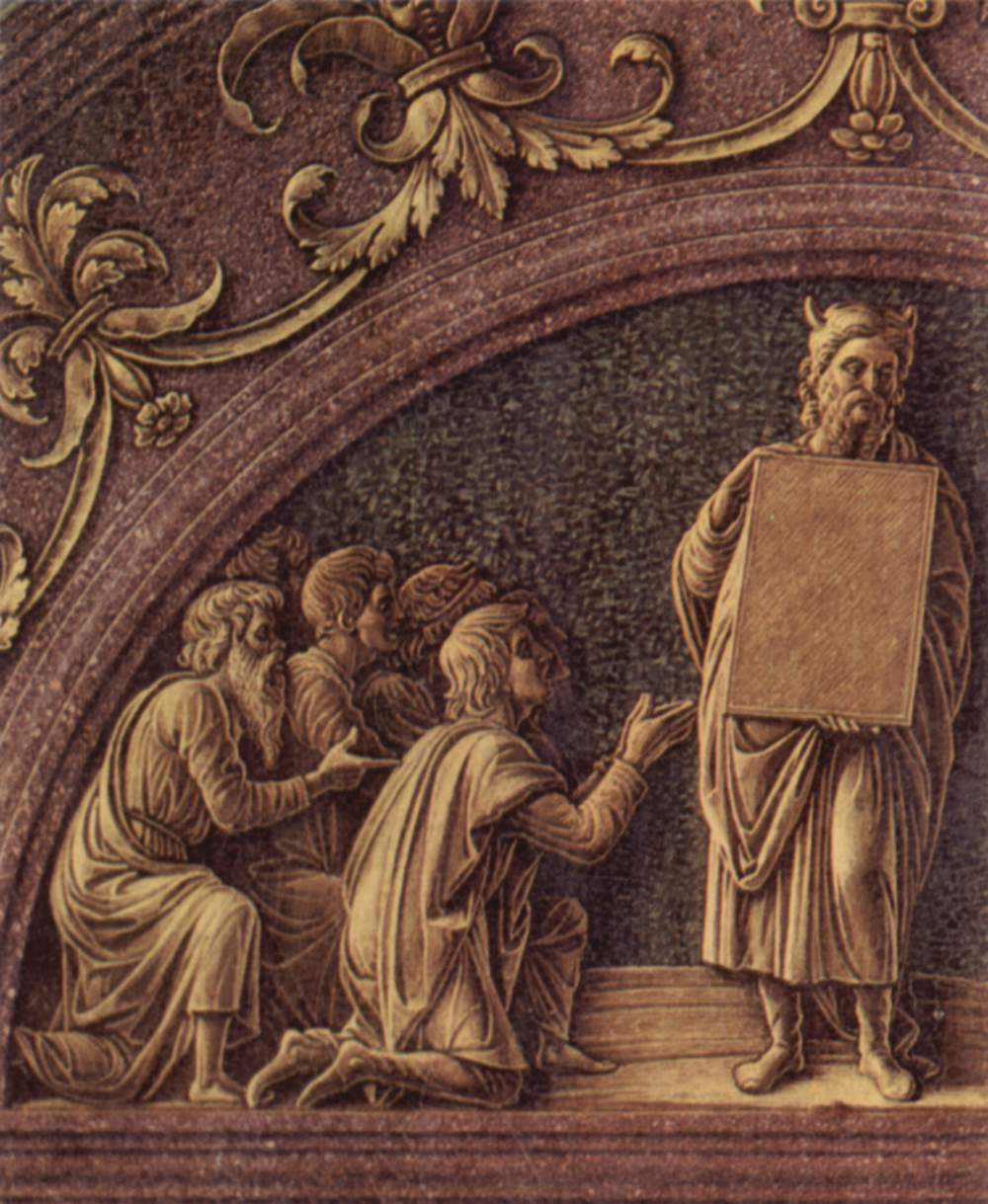
アンドレア・マンテーニャ、1461年
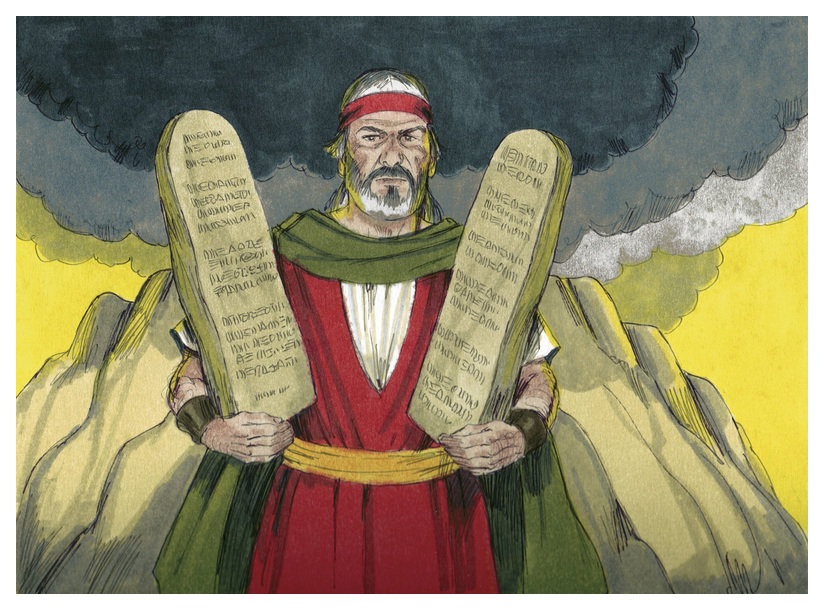
神の指によって記された石の板を受け取るモーセ